# Tomomi Fujimura
Tomomi Fujimura (藤村 智美, Fujimura Tomomi, Hyogo, 30 mei 1978) is een Japans voormalig voetbalster.

## Carrière

### Clubcarrière
Fujimura begon haar carrière in 1997 bij Iga FC Kunoichi. Ze tekende in 2006 bij INAC Kobe Leonessa. In 2009 beëindigde zij haar carrière als voetbalster.

### Interlandcarrière
Fujimura maakte op 15 juni 1997 haar debuut in het Japans vrouwenvoetbalelftal tijdens een wedstrijd tegen China. Zij nam met het Japans elftal deel aan het Aziatisch kampioenschap 1999 en 2001. Ze heeft 20 interlands voor het Japanse vrouwenelftal gespeeld en scoorde daarin een keer.

## Statistieken
| Japans vrouwenvoetbalelftal | Japans vrouwenvoetbalelftal | Japans vrouwenvoetbalelftal |
| Jaar                        | Wed.                        | Dlp.                        |
| --------------------------- | --------------------------- | --------------------------- |
| 1997                        | 1                           | 0                           |
| 1998                        | 0                           | 0                           |
| 1999                        | 6                           | 0                           |
| 2000                        | 6                           | 0                           |
| 2001                        | 4                           | 1                           |
| 2002                        | 3                           | 0                           |
| Totaal                      | 20                          | 1                           |